# 得荣小檗
得荣小檗（学名：Berberis derongensis）为小檗科小檗属下的一个种。

## 扩展阅读
維基物種上的相關：得荣小檗